# Keinan Davis
Keinan Davis, né le 13 février 1998 à Stevenage, est un footballeur anglais qui évolue au poste d'attaquant à l'Udinese Calcio.

## Biographie

### En club
Né à Stevenage et formé au club local, Keinan Davis est libéré en 2015. Après une courte période à Biggleswade Town, il est recruté par Aston Villa en décembre 2015. Performant avec les équipes de jeunes de Villa, Davis participe à sa première rencontre avec l'équipe professionnelle en entrant en cours de match face à Tottenham Hotspur en Coupe d'Angleterre (défaite 2-0) le 8 janvier 2017. Il participe à sept rencontres lors de la seconde partie de saison 2016-2017.
Le 16 septembre 2017, l'attaquant anglais inscrit son premier but avec Aston Villa lors d'un match de Championship contre Barnsley (0-3).

### En sélection
Le 4 septembre 2017, Keinan Davis dispute sa première rencontre internationale sous le maillot de l'équipe d'Angleterre des moins de 20 ans face à la Suisse. Le 22 mars 2018, il inscrit son premier but en sélection nationale contre la Pologne (0-1).

## Statistiques
| Saison                | Club                     | Championnat           | Championnat | Championnat | Coupe(s) nationale(s) | Coupe(s) nationale(s) | Play-offs | Play-offs | Total | Total |
| Saison                | Club                     | Division              | M.          | B.          | M.                    | B.                    | M.        | B.        | M.    | B.    |
| 2016-2017             | Aston Villa              | Championship          | 6           | 0           | 1                     | 0                     | -         | -         | 7     | 0     |
| 2017-2018             | Aston Villa              | Championship          | 28          | 2           | 2                     | 1                     | -         | -         | 30    | 3     |
| 2018-2019             | Aston Villa              | Championship          | 5           | 0           | 1                     | 0                     | 1         | 0         | 7     | 0     |
| 2019-2020             | Aston Villa              | Premier League        | 18          | 0           | 5                     | 1                     | -         | -         | 23    | 1     |
| 2020-2021             | Aston Villa              | Premier League        | 15          | 1           | 3                     | 1                     | -         | -         | 18    | 2     |
| 2021-2022             | Aston Villa              | Premier League        | 1           | 0           | -                     | -                     | -         | -         | 1     | 0     |
| Sous-total            | Sous-total               | Sous-total            | 73          | 3           | 12                    | 3                     | 1         | 0         | 86    | 6     |
| 2021-2022             | Nottingham Forest (prêt) | Championship          | 18          | 5           | 4                     | 0                     | -         | -         | 22    | 5     |
| 2022-2023             | Watford FC (prêt)        | Championship          | 34          | 7           | -                     | -                     | -         | -         | 34    | 7     |
| Sous-total            | Sous-total               | Sous-total            | 52          | 12          | 4                     | 0                     | -         | -         | 56    | 12    |
| 2023-2024             | Udinese Calcio           | Serie A               | 8           | 1           | -                     | -                     | -         | -         | 8     | 1     |
| 2024-2025             | Udinese Calcio           | Serie A               | 15          | 2           | 2                     | 1                     | -         | -         | 17    | 3     |
| Sous-total            | Sous-total               | Sous-total            | 23          | 3           | 2                     | 1                     | -         | -         | 25    | 4     |
| Total sur la carrière | Total sur la carrière    | Total sur la carrière | 148         | 18          | 18                    | 4                     | 1         | 0         | 167   | 22    |

## Palmarès

### En club
- Aston Villa
  - Finaliste de la Coupe de la Ligue anglaise en 2020.